# みらいのあったかカップ
『みらいのあったかカップ』は、真島悦也による日本の4コマ漫画作品。双葉社の月刊漫画雑誌『まんがタウンオリジナル』にて、2004年6月号から2006年9月号まで連載された。
小学生の未来と、親馬鹿であるその父を中心に、ほのぼのとした日常を描いた作品。

## 主な登場人物
牧島未来（まきしま みらい）
9歳の小学3年生で父親の手伝いもする、亡くなった母親似のしっかり者の少女。人当たりも良く優しい性格で、父や先生や同級生も立てるので周囲の評判も良いが、父親がヒゲを顔にこすりつけてくるのは嫌がる。また、コーヒーを入れるのは下手。
夜はクマのぬいぐるみのジョニー君を抱いて寝るなどまだ子供らしい面もあり、寝相は悪い。
店の手伝いをしている時も小学校の学童服を着ている。
牧島尚哉（まきしま なおや）
未来の父で喫茶店を一人で経営するマスター。娘からは「パパさん」と呼ばれる。いつもバンタナが帽子をかぶっている。
喫茶店なのにコーヒーを入れるのは苦手で、作ったコーヒーは本人ですら飲むと「天国が見える」ほどまずいので娘も飲みたがらない。しかし風邪を引いたり体調を崩すと逆に美味しいコーヒーができてしまう。
どこから仕入れたのかクマの着ぐるみを着て店に出るなどコスプレ趣味がある。
激マズのコーヒーに反してケーキは非常に美味しいものを作る腕を持ち、着ぐるみコスプレも受けてか若い女性達にも有名なため店もそれなりに評判は良い。
娘を溺愛する親馬鹿だが、最近はしっかりしてきた未来が親離れしたと思い寂しがっている。
京子（きょうこ）
未来のクラスの担任教師で、尚哉とは子供の頃から幼馴染。生徒には優しいが尚哉には容赦なく厳しい攻撃を加える。が、本当は尚哉に想いを寄せている。
カナミ
未来の親友でクラスメイト。勉強もできるが大人以上にしたたかで、大人の尚哉らでも上手く利用するが、尚哉のことは面白いので気に入っている。
家は茶道の家元で、本人も稽古をしているが正座は苦手。尚哉の作るサンドイッチやケーキも好きだが、やはりコーヒーだけは苦手。ただ、家元であるおばあちゃんは尚哉のコーヒーを「気付け薬にちょうどいい」と気に入っている。
モカ
牧島家のペットで、尚哉がペットショップで買ってきた猫。雄。名前を付けるのに悩んだ尚哉は「七万一千四百円（税込）」（購入した値段）、「六万四千円（税込）」（1割引した金額）などと付けようとしたが結局「モカ」になった。
猫だが尚哉のコーヒーを飲ませようとすると怒る。
牧島小春（まきしま こはる）
尚哉の妻で未来の母。未来がまだ小さい頃に亡くなった。尚哉、京子と幼馴染で学校も遊びもずっと3人一緒に過ごしてきた。
当時からまずかった夫のコーヒーも笑顔で飲んでいた大人物。コーヒーを入れるのが上手だった。時折笑顔で尚哉を翻弄したりしていた。
小島みどり（こじま みどり）
未来が遊ぶ時間を作れるようにと、尚哉がアルバイトとして雇った、陽気でコスプレ好きの女子高生。未来の学童服や尚哉の着ぐるみも喜んで着る。
巨乳で、尚哉とも気が合い、コーヒーさえ美味いと言って飲む現在唯一の人物。そのため彼女が来て以来、京子は内心穏やかでない。
立花泉（たちばな いずみ）
未来らのクラスメイト。押しが強いメガネっ娘で、担任の京子にも口出しさせないほど。
メガネっ娘ゆえかクラス委員長に立候補。カナミにより対立候補に推薦された未来に対抗心を燃やすが人徳では未来に、成績ではカナミに及ばない。しかし対抗馬のはずの未来が泉に投票したため一票差で委員長に当選。カナミにはその後もいいようにあしらわれている。

## 主な舞台
小学校
未来達の通う小学校。学童服着用義務がある。尚哉や小春、京子も卒業生で、当時の尚哉の担任が現在の校長。

## 書誌情報等

### 単行本
双葉社からアクションコミックスとして刊行。全1巻。
- ISBN 4-575-94038-0